# Eric Grant Cable
Eric Grant Cable (* 25. Februar 1887; † 1970) war ein britischer Diplomat.

## Leben und Tätigkeit
Cable war ein Sohn des James Cable. Er wurde an den Universitäten Helsingfors, London und Heidelberg ausgebildet. Von 1904 bis 1907 und 1908 bis 1912 war er im britischen Konsulat in Helsingfors tätig. In den Jahren 1909 bis 1911 bekleidete er dort den Posten des geschäftsführenden Konsul.
Nach dem Bestehen der Eingangsprüfung zum diplomatischen Dienst wurde Cable mit Bestallungsdatum vom 15. Oktober 1913 zum Vizekonsul im britischen Konsulardienst ernannt. In den Monaten Februar bis Juli 1914 wurde er in der britischen Vertretung in Hamburg verwendet und dann, angesichts des bevorstehenden Ausbruchs des Ersten Weltkriegs, nach Rotterdam versetzt, wo er von Juli bis August 1914 blieb.
Am 29. August 1914 wurde Cable zum geschäftsführenden britischen Konsul in Island mit Dienstsitz in Reykjavík ernannt. Eine für den 20. Februar 1915 ausgesprochene Ernennung zum Vizekonsul in Majunga wurde nicht praktisch vollzogen. Stattdessen wurde er mit Ernennungsdatum vom 23. November 1915 als regulärer Konsul für Island bestallt. Auf diesem Posten verblieb er bis 1919 (von 1916 bis 1917 leitete er außerdem vertretungsweise zusätzlich das französische Vizekonsulat in Island).
Von Dezember 1919 bis Februar 1920 amtierte Cable als geschäftsführender Konsul in Dünkirchen. Anschließend wurde er in Riga eingesetzt. Zum 6. Mai 1920 folgte seine Einsetzung als geschäftsführender Konsul dort, was er bis zum 11. August 1920 blieb. Von September 1920 bis Juli 1922 wurde Cable dann im Foreign Office beschäftigt. In den Jahren 1922 bis 1926 wurde er dann in Oslo und von 1926 bis 1929 in Danzig eingesetzt. Von 1929 bis 1931 gehörte Cable der britischen Vertretung in Portland und dann von 1932 bis 1933 der in Seattle an. Von 1933 bis 1939 war Cable Konsul und Handelssekretär an der britischen Vertretung in Kopenhagen.
1939 wurde Cable zum britischen Generalkonsul in Köln ernannt. Aufgrund des Ausbruchs des Zweiten Weltkrieges wurde er nach Rotterdam versetzt, wo er bis 1940 blieb. Von 1940 bis 1941 wurde er im Innenministerium und dann einige Monate im Northern Department des Foreign Office beschäftigt, bevor er 1941 zum britischen Generalkonsul in Zürich ernannt wurde. Auf diesem Posten blieb er bis zu seiner Pensionierung im Jahr 1947.
Während der letzten Kriegsjahre unterhielt Cable zahlreiche geheime Beziehungen zu deutschen Diplomaten, wie dem deutschen Konsul in Lugano, Alexander von Neurath, dem ... Theodor Kordt und dem Staatssekretär im Auswärtigen Amt Ernst von Weizsäcker, mit denen er über Initiative zur Beendigung des Krieges verhandelte. Insbesondere stand er auch mit dem Chef des Nachrichtendienstes der SS, Walter Schellenberg, in Beziehung, der im Auftrag Heinrich Himmlers mit Cable in Beziehung trat, um Möglichkeiten zur Beendigung des Krieges zu sondieren. Auf Anweisung von Adolf Hitler, der durch Außenminister Joachim von Ribbentrop hierüber in Kenntnis gesetzt wurde, wurden diese Kontakt jedoch (offiziell) unterbunden. Aus Aufzeichnungen des amerikanischen Vertreters in Zürch, Allen Dulles, geht demgegenüber hervor, dass Cable noch im November 1944 mit Neurath Gespräche führte, die sich um den Plan, in Verbindung mit der Führung der SS zu kommen, um eine Friedensinitiative herbeizuführen, drehten.
1946 betreute Cable Winston Churchill während seines Aufenthaltes in Zürich, während dessen er seine berühmt gewordene Zürcher Rede hielt.

## Familie
Seit 1919 war Cable mit Nellie Margaret Skelton verheiratet.